# Danielle Derek
Danielle Derek (Bloomfield, Nueva Jersey; 7 de septiembre de 1981) es una actriz pornográfica y modelo erótica estadounidense.

## Biografía
Danielle Derek comenzó a hacer estriptis a los 18 años al acabar la educación secundaria en 1999. Dejó algunos años antes de decidirse a posar para las revistas en 2004. Danielle siguió bailando, y de gira por todo el país. Debutó en el cine porno en 2006, siendo gran paso para ella, que no lamenta en absoluto.
Danielle confiesa estar soltera, no está interesada en tener hijos y lo que más le gusta de su cuerpo son sus implantes que ha conseguido con el trabajo de tantos años, también se siente orgullosa de sus labios y su trasero, no se sabe si también se sometió a una intervención quirúrgica para aumentarlo. Actualmente reside en Nueva York.